# Korte Vijverberg
De Korte Vijverberg is een straat langs de korte kant van de Hofvijver in Den Haag. Aan de straat bevinden zich het Haags Historisch Museum, het Kabinet van de Koning en het Mauritshuis.

## Geschiedenis

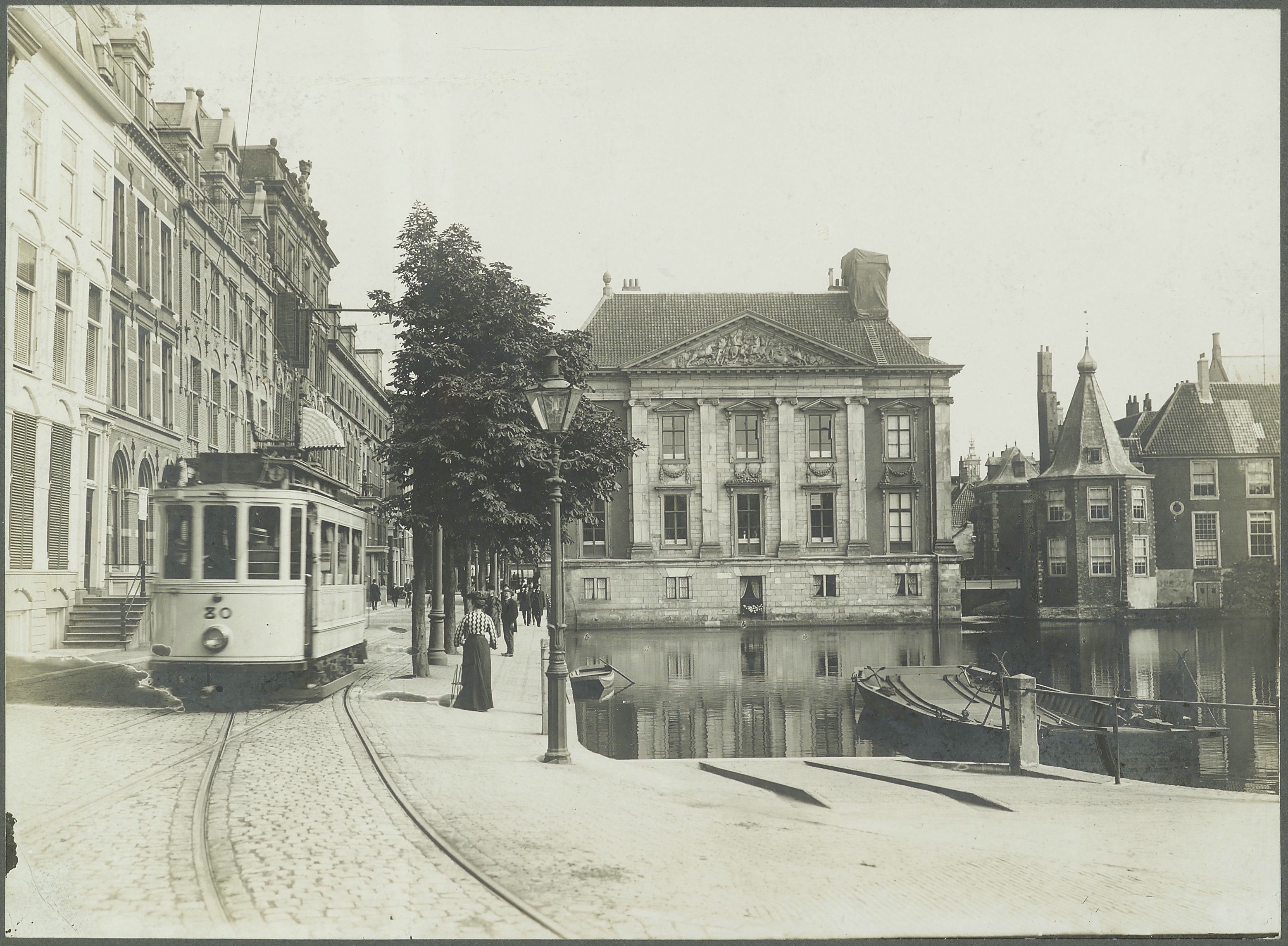
Motorwagen 80 op tramlijn 1 op de Korte Vijverberg ter hoogte van het Haags Historisch Museum, met zicht op het Mauritshuis en het Torentje; circa 1910.

Toen Graaf Floris IV van Holland rond 1230 een kasteeltje in Den Haag wilde hebben, werd de donjon op een eilandje in een duinmeertje gebouwd. Vers water was heel belangrijk. Tientallen jaren later werd het meertje groter gemaakt. Het zand werd op de zijkant gegooid, en dit werd de Vijverberg. De naam komt al in 1374 voor.

Aan de Korte Vijverberg liggen zes panden, naar de gevels kijkend ligt nummer 1 rechts en nummer 7 links: 

Korte Vijverberg 1, Korte Vijverberg 2 Rabobank, Korte Vijverberg 3 Huis van Pauw, Korte Vijverberg 4 voorheen woonhuis van Walter Jochems, kantoor van de Rotterdamsche Bank en Nachenius Tjeenk, nu Insinger de Beaufort, Korte Vijverberg 5/6 voorheen Lloyds gebouw, nu Europees Parlement en Korte Vijverberg 7 Haags Historisch Museum. Het Mauritshuis aan de Korte Vijverberg 8 bevindt zich aan de Hofvijverzijde.

### Tramlijnen
Voor 1900 reed er al een paardentram. Vanaf 1904 werd het tramnet elektrisch. Diverse lijnen reden over de Korte Vijverberg naar het Plein, alwaar hét tramstation van het centrum was. In de andere richting reden zij via de Lange Houtstraat. Vanaf 1927/28 kwamen de drie interlokale tramlijnen met hun extra grote trams er nog eens bij. Vanaf 1931 verdwenen de stadstrams hier en op het Plein. In 1940 moesten de interlokale tramlijnen op Duits bevel ook van het Plein verdwijnen, en daarmee ook van de Korte Vijverberg. Na de oorlog is dat zo gebleven.

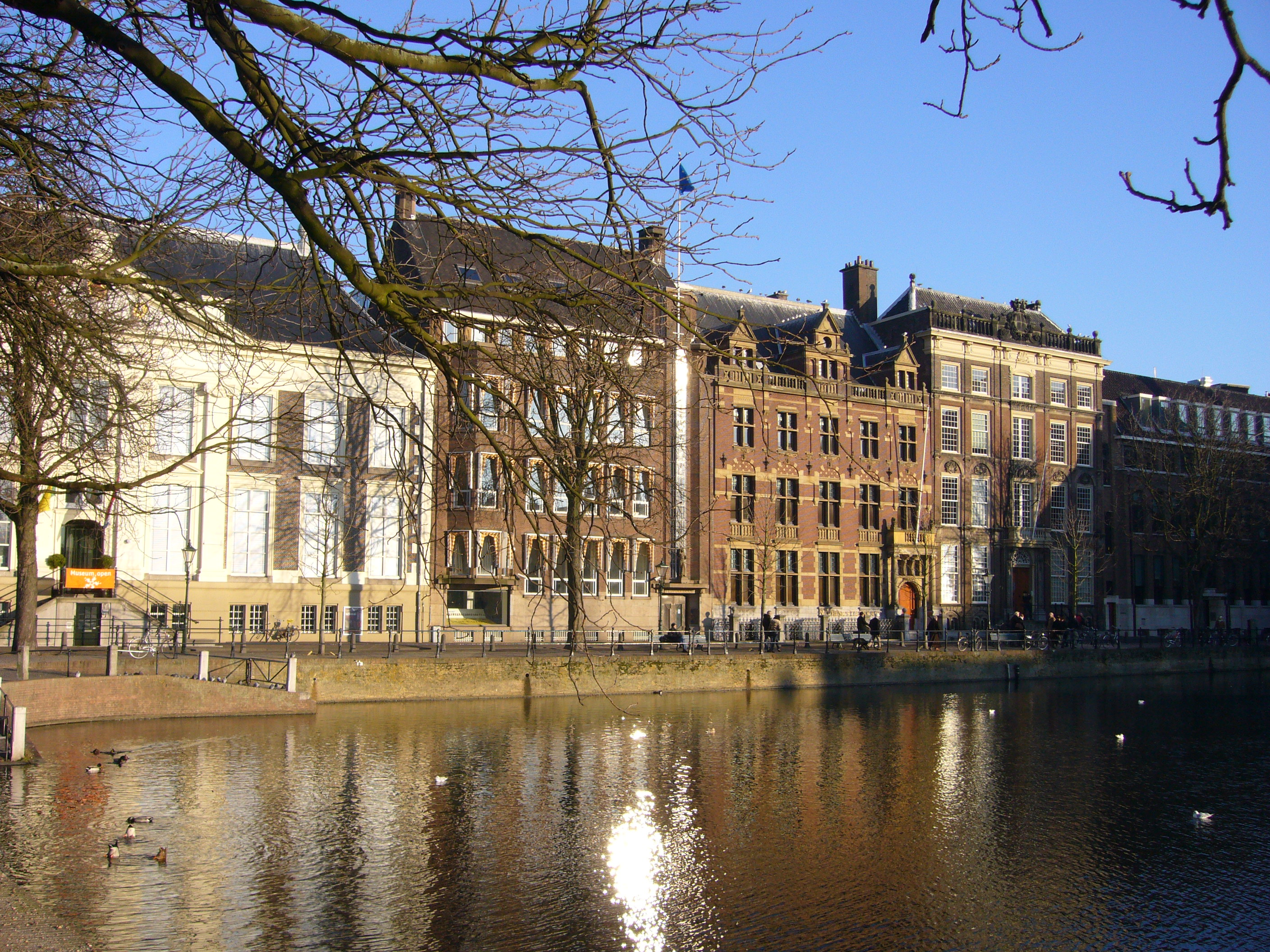
Korte Vijverberg 3-7
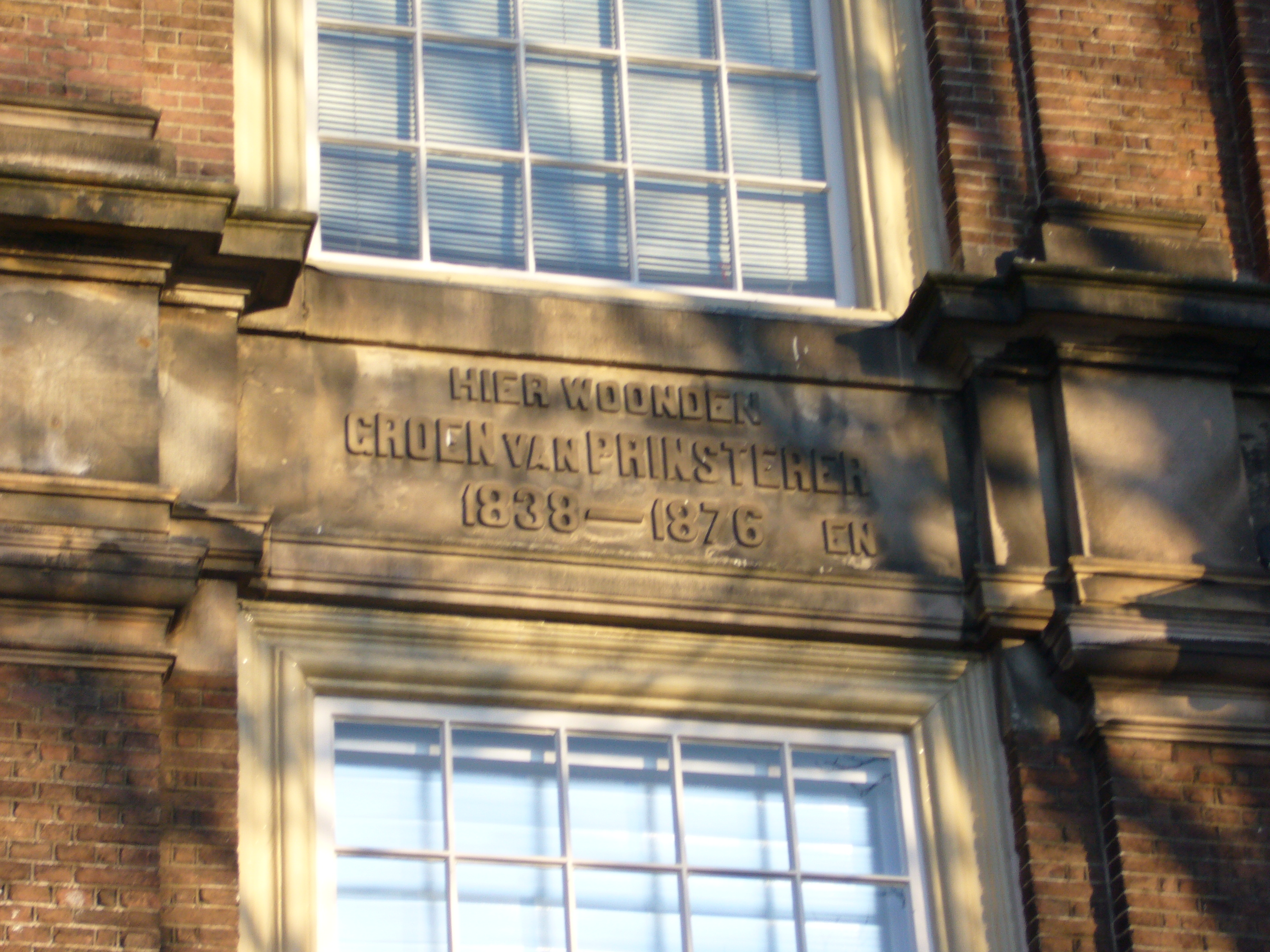
Korte Vijverberg 3: detail van de gevel: Kabinet van de Koning
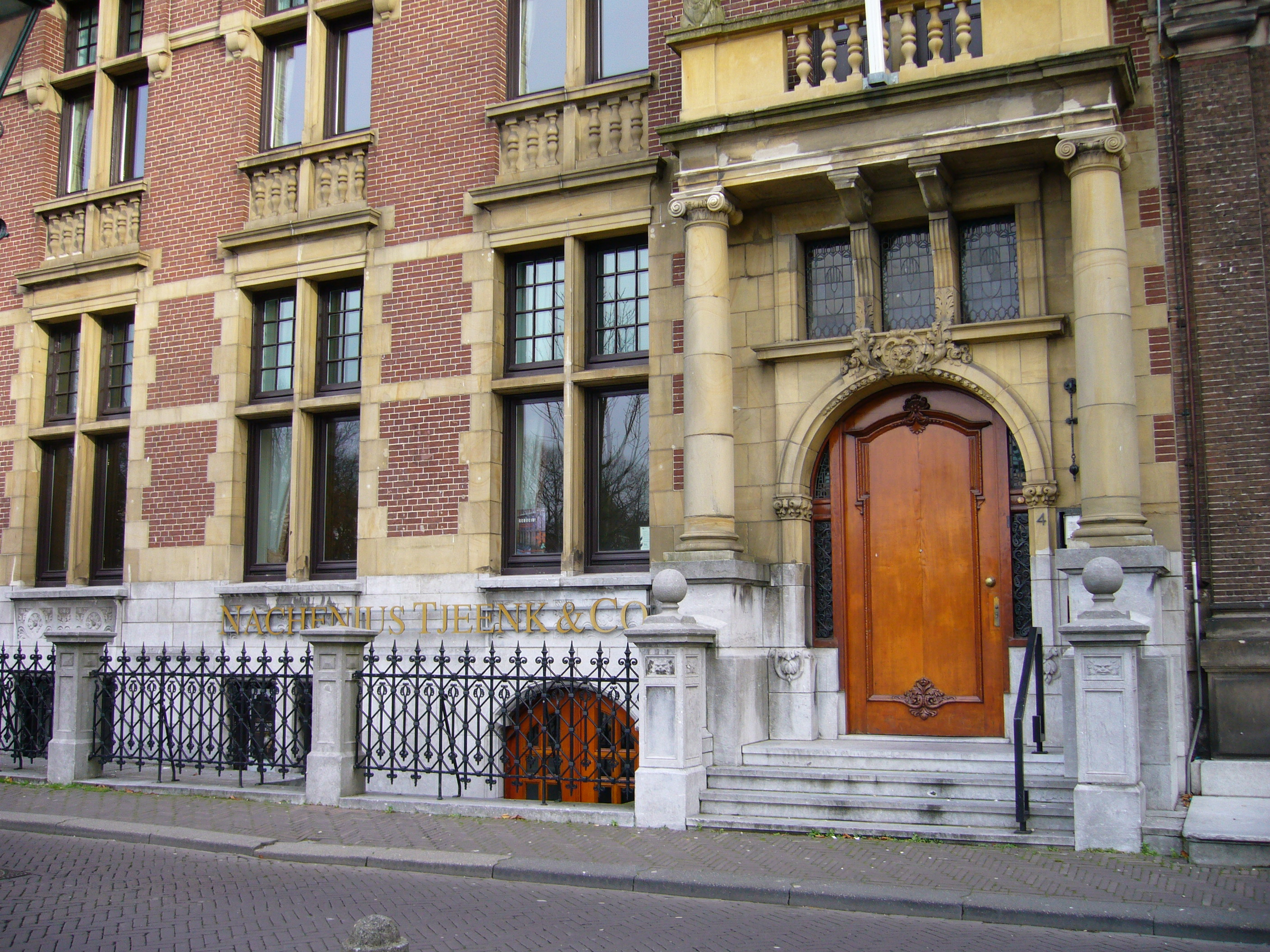
Korte Vijverberg 4
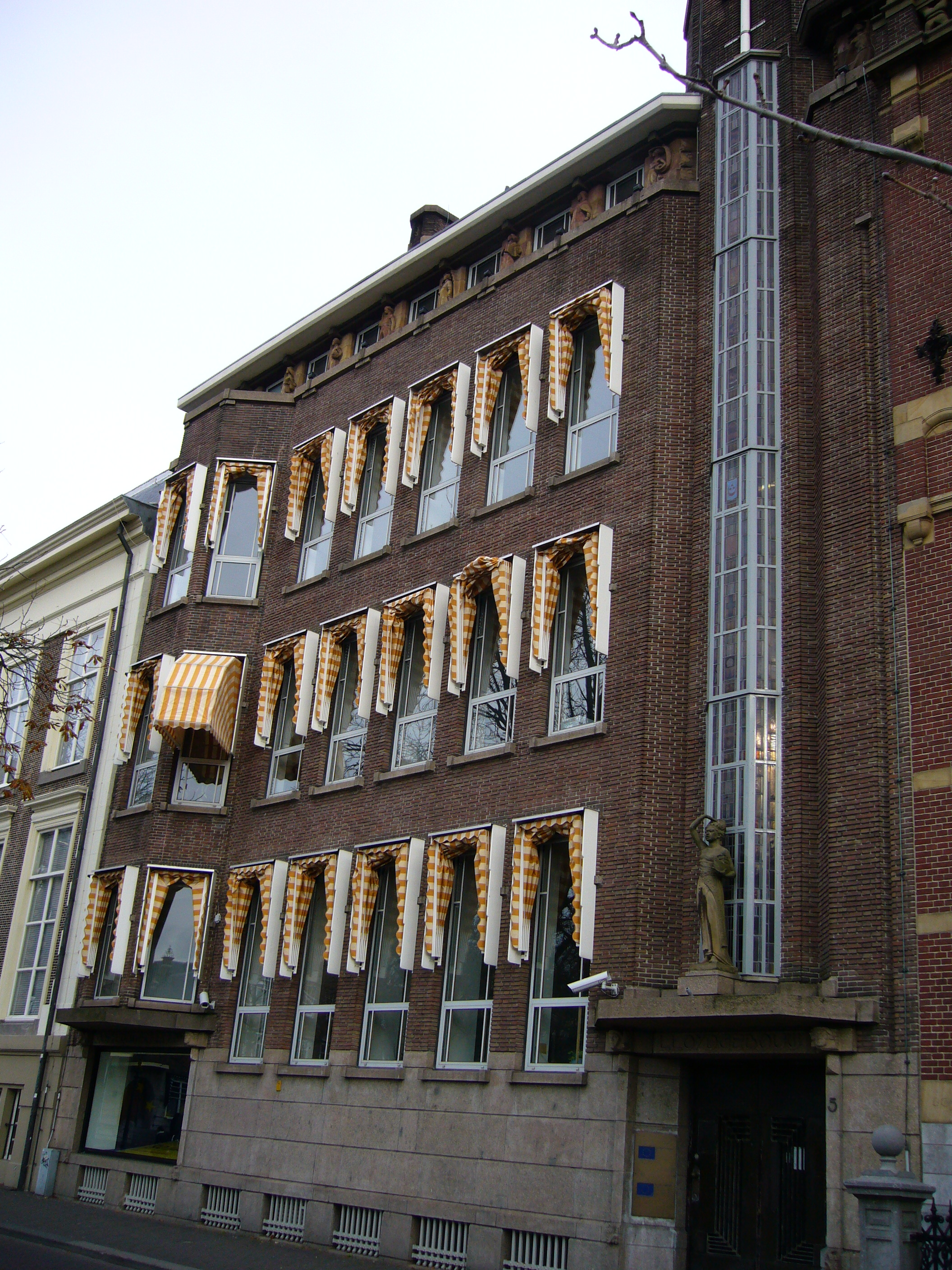
Korte Vijverberg 5/6
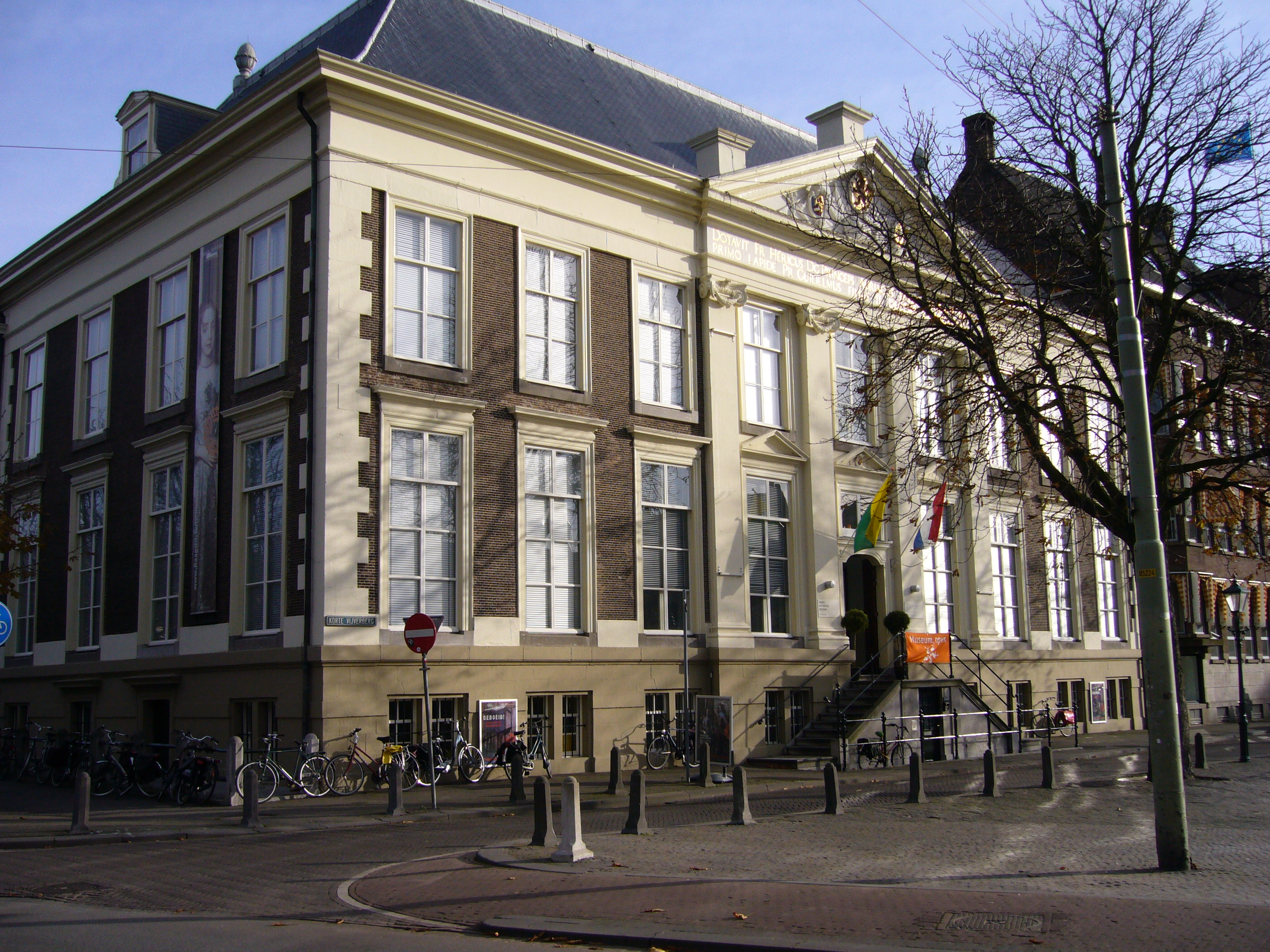
Korte Vijverberg 7

Straten: Achterom · Alexanderstraat · Van Alkemadelaan · Amaliastraat · Amsterdamse Veerkade · Benoordenhoutseweg · Bezuidenhoutseweg · Cantaloupenburg · Denneweg · Fluwelen Burgwal · Geest · Gravenstraat · Groenewegje · Groot Hertoginnelaan · Grote Marktstraat · Herengracht · Heulstraat · Hogewal · Hooigracht · Javastraat · Juffrouw Idastraat · Kazernestraat · Kneuterdijk · Korte Vijverberg · Korte Voorhout · Laan Copes van Cattenburch · Laan van Meerdervoort · Laan van Nieuw Oost-Indië · Lange Beestenmarkt · Lange Poten · Lange Vijverberg · Lange Voorhout · Lijnbaan · Mallemolen · Mauritskade · Melis Stokelaan · Van Merlenstraat · Molenstraat · Nassaulaan · Nieuwe Haven · Nieuwe Schoolstraat · Nieuwe Uitleg · Nobelstraat · Noordeinde · Oude Boomgaardstraat · Oude Molstraat · Parkstraat · Paviljoensgracht · Piet Heinstraat · Prinsegracht · Prinsessegracht · Prinsestraat · Rijswijkseweg · Riouwstraat · Schalk Burgerstraat · Schedeldoekshaven · Schelpkade · Schenkkade · Scheveningseveer · Scheveningseweg · Schuddegeest · Slijkeinde · Smidswater · Sophialaan · Sportlaan · Spui · Spuistraat · Surinamestraat · Theresiastraat · Torenstraat · Tournooiveld · Trekvlietplein · Turfmarkt · Vaillantlaan · Vondelstraat · Wagenstraat · Weimarstraat · Westeinde · Wijnhaven · Witte de Withstraat · Zeestraat

Pleinen: Alexanderplein
· Anna Paulownaplein
· Bankaplein
· Binnenhof
· Buitenhof
· Burgemeester De Monchyplein
· Clioplein
· Elandplein 
· Esperantoplein
· Groenmarkt
· Grote Markt
· Hofplaats
· Kerkplein
· Koningsplein
· Loosduinse Hoofdplein
· Malieveld
· Muzenplein
· Nassauplein
· Plaats
· Plein
· Plein 1813
· Prins Hendrikplein
· Prinsenvinkenpark
· Regentesseplein
· Rond de Grote Kerk
· Spuiplein
· Tournooiveld
· Vaillantplein
· Varkenmarkt
· Visbanken
· Wijnhaven